# オラツィオ・ジェンティレスキ
オラツィオ・ジェンティレスキ(Orazio Lomi Gentileschi, 1563年 - 1639年) はバロック期に活躍したイタリアの画家である。カラヴァッジオから大きな影響を受けた画家の一人。娘は同じく画家のアルテミジア・ジェンティレスキ。

## 生涯
ピサ生まれ。1570年代後半から1580年代初頭にローマに移り、風景画家のアゴスティーノ・タッシと交流を持つようになり、ロスピリオシ宮、クイリナーレ宮などの壁画制作などに参加したと見られている。そのほか、 サンタ・マリア・マッジョーレ大聖堂、サン・ニコーラ・イン・カルチェレ教会、サンタ・マリア・デッラ・パーチェ教会、サン・ジョヴァンニ・イン・ラテラーノ教会でもフレスコ画の制作に携わった。
しかしながら、ジェンティレスキが最も影響を受けた画家は当時ローマにいたカラヴァッジオであった。ジェンティレスキはカラヴァッジョと共にローマの通りで騒ぎを起こすなどしたことも伝えられており、1603年にはカラヴァッジョに対する訴訟に関して証人として法廷に立った。1612年、ジェンティレスキは再びローマの法廷に立つことになる。この度は、娘のアルテミジアをレイプした罪でアゴスティーノ・タッシを訴えるためであった。カラヴァッジョがローマを離れた後はディティールの正確さやより明るい色調を発展させてゆき、マニエリスムの影響も見られるようになっていった。しばらくマルケに滞在したジェンティレスキであったが、1620年初頭にはジェノヴァに移り、次いで マリー・ド・メディシスを描くためにパリに移った。
1626年、イングランド王 チャールズ1世 の元で働くためにフランスを離れ、残りの生涯をイングランドで送った。彼の作品は徐々に型にはまった装飾的なものになっていくが、その地の貴族社会からの受けは良かった。アンソニー・ヴァン・ダイクはジェンティレスキの肖像画を描いている（大英博物館蔵）。
オラツィオ・ジェンティレスキは1639年にロンドンで死去した。

## 主な作品

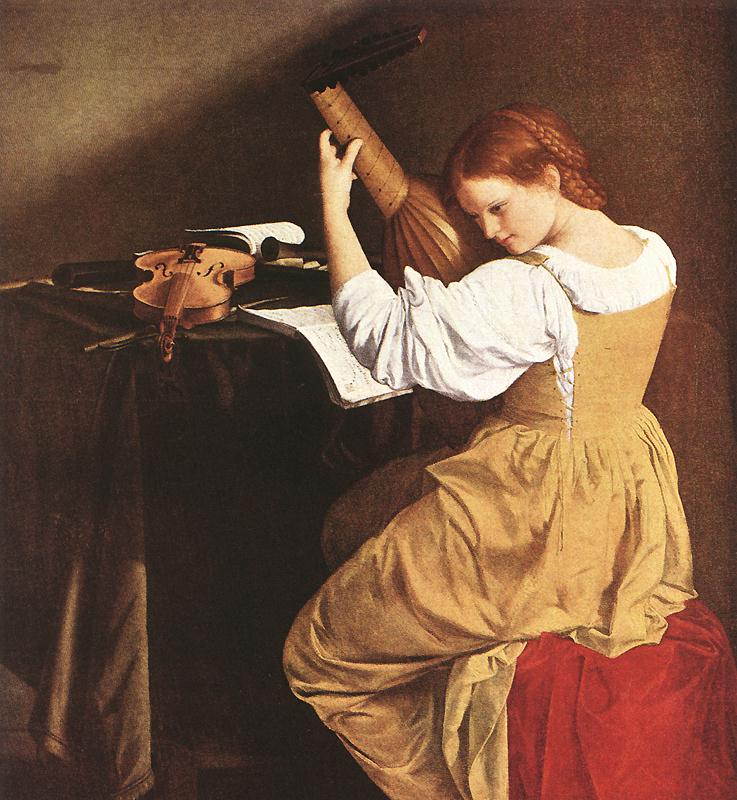
オラツィオ・ジェンティレスキ画『リュート奏者』

- 『リュート奏者』 (1612-1620年頃) - 144×130cm、ナショナル・ギャラリー、ワシントンDC
- 『ダヴィデとゴリアテの首』 (1611-1616年頃) - 173×143cm、スパーダ絵画館（英語版）、ローマ
- 『ロトとその娘たち』 (1628年) - 226×282cm、ビルバオ美術館、ビルバオ
- 『受胎告知』 (1623年) - 286×196cm、サバウダ美術館、トリノ
- 『エジプト逃避途上の休息』 (1628年) – 157×225cm、ルーヴル美術館、パリ
- 『モーセの発見」 (1630年代初頭) - 257×301 cm、ナショナル・ギャラリー、ロンドン
- 『モーセの発見」 (1633年) - 242×281 cm、プラド美術館、マドリード

＊聖母子 Madonna with Child – ボルゲーゼ美術館、ローマ

## 参照
1. ↑  http://www.britishmuseum.org/explore/highlights/highlight_objects/pd/a/anthony_van_dyck,_orazio_genti.aspx